# Griego ático
El ático (Ἀττικὴ Ἑλληνική en griego clásico; Αττική διάλεκτος o Αττική Ελληνική en griego moderno; Dialectus Attica en latín) es un dialecto del griego antiguo que se hablaba en la región del Ática, cuya capital era Atenas.  Tomó elementos del habla de los jonios, que habitaban en esa región.  Se impuso como lengua literaria a los demás dialectos de la Grecia antigua; por ello fue el más fecundo.  Existieron cuatro formas dialectales del ático: antiguo, medio, moderno y nuevo.    
También llamado Κλασική Ελληνική o griego clásico, es la variante dialectal que se estudia en los centros de enseñanza como lengua de la Grecia antigua.

## Rasgos específicos
Junto con el dialecto jónico forma el grupo dialectal jónico-ático, cuyo rasgo más llamativo consiste en el paso de [a:] (alfa larga) a [e:] (eta): τιμή en lugar de τιμά. Se diferencia, sin embargo, del jónico en que la [a:] (alfa larga) no pasa a [e:] (eta) tras los fonemas [e], [i] y [r]: γενέα, οἰκία, χώρα. 
El rasgo dialectal más peculiar del dialecto ático con respecto a todos los demás dialectos consiste en la presencia del grupo consonántico [tt] (doble tau) allí donde otros dialectos presentan [ss] (doble sigma): πράττω, en lugar de πράσσω. A lo largo del siglo IV a. C. y siguientes el dialecto ático sustituyó a los demás dialectos del griego clásico, dando lugar al dialecto koiné, del que derivan las variantes posteriores del griego.
Se considera que el escritor que utiliza una variedad más pura de dialecto ático es el comediógrafo Aristófanes, debido a que lleva a escena a personajes del pueblo.

## Origen y extensión
El griego es el miembro principal de la rama helénica de las lenguas indoeuropeas. En la antigüedad, existían varios dialectos, uno de los cuales era el ático. 
Los primeros testimonios del griego, que datan de los siglos XVI a XI a. C., están escritos en Lineal B, un sistema de escritura arcaico utilizado por los griegos micénicos para escribir su idioma. Se cree que la distinción entre griego oriental y occidental surgió ya en tiempos micénicos o incluso antes. El griego micénico representa una forma temprana de griego oriental, grupo al que también pertenece el ático. 
La literatura griega posterior se escribiría en tres dialectos principales: eólico, dórico y jónico. El ático era parte del grupo de dialectos jónicos. 
El término «ático antiguo» se usa en referencia al dialecto del historiador Tucídides (460-400 a. C.), de los autores de la tragedia griega (Esquilo, Sófocles y Eurípides), de Aristófanes —autor de la comedia— y de los dramaturgos de la Atenas del siglo V. El «ático medio» fue la modalidad que emplearon el historiador Jenofonte y Platón en sus obras filosóficas.  En «ático moderno» escribieron los célebres oradores Demóstenes, Esquines y Lisias, así como el filósofo Aristóteles.  Por último, el término «ático nuevo» se usa para escritores posteriores a la fecha convencional del 285 a. C., la ascensión del greco-parlante Ptolomeo II al trono del Reino de Egipto. Desde Alejandría, Ptolomeo inició el período alejandrino, haciendo florecer la ciudad de Alejandría y sus eruditos griegos expatriados.
La distribución original de hablantes del dialecto ático incluía Ática y varias islas centrales de las Cícladas, mientras que el relacionado (y similar) dialecto jónico se hablaba a lo largo de las costas occidentales y noroccidentales de Asia Menor, en Calcídica, Tracia, Eubea y en algunas colonias de Magna Grecia.
Ocurrió que los textos en ático literario fueron ampliamente estudiados mucho más allá de su tierra natal: primero en las civilizaciones clásicas del Mediterráneo, entre ellas Roma y el mundo helenístico, y más tarde en el mundo musulmán, Europa y muchas otras partes del mundo donde llegarían estas civilizaciones.

## Aticismo
El Ἀττικισμός fue una corriente retórica y literaria, iniciada durante el primer cuarto del siglo I a. C., en la época posterior a la clásica.  Intentaba dejar atrás el pretencioso estilo del helenismo y de la retórica sofista, para retornar a la sencillez de los oradores áticos y de los escritores atenienses de la Grecia clásica.  La intención de Euclides y otros autores de la época del griego koiné, era recuperar la pureza de la lengua, haciendo una imitación del dialecto ático clásico.  La literatura aticista se caracterizó por su corrección, su sencillez, su delicadeza y su elegancia.   